# Hitoshi Morishita
Hitoshi Morishita (森下仁志?, Morishita Hitoshi; Kainan, 21 settembre 1972) è un allenatore di calcio ed ex calciatore giapponese, di ruolo centrocampista, tecnico del Gamba Osaka U-23.

## Carriera

### Giocatore
Formatosi nella rappresentativa calcistica dell'università Juntendo passa nel 1995 al Gamba Osaka. Con il sodalizio di Osaka resta sino al 2001, quando viene ingaggiato in prestito dal Consadole Sapporo, ingaggio che l'anno seguente diverrà definitivo. Nel 2004 passa al Júbilo Iwata, società ove chiuderà la carriera agonistica l'anno seguente.

### Allenatore
Ritiratosi dall'attività agonistica diviene dal 2006 al 2007 vice-allenatore delle giovanili del Júbilo Iwata, divenendone poi responsabile dal 2008 al 2009.
Dal settembre 2009 diviene vice-allenatore della squadra, guidata da Masaaki Yanagishita, che sostituirà alla guida del sodalizio di Iwata dal 2012. Manterrà la panchina del Júbilo Iwata sino al 4 maggio 2013.